# Antoninus és Faustina temploma
Antoninus és Faustina temploma Rómában, a Forum Romanumon álló, ma már romos állapotú templom. 
A clivus Capitolinustól a Forum déli során, majd rajta keresztül menő és keleti irányban tovább haladó Sacra via választotta el a Regiától e templomot. Antoninus Pius (138–161) i. sz. 141-ben elhunyt felesége, Faustina emlékére emeltette, az ő halála után pedig neki is szentelték. Istenné avatásakor felvésték nevét a templomra. 
Pronaoszának, azaz előcsarnokának márványoszlopai ma is állnak, összesen 10 ilyen euboiai cippolinmárványból faragott oszlop öleli körül a csarnokot. 
Cellája falaiba pedig az ókeresztény időkből származó San Lorenzo in Miranda-templom van beleépítve. A 11. században hagyományos keresztény templom lett. A legendák szerint itt ítélték halálra Szent Lőrincet. A mai templom 1601-ből származik. Barokk homlokzata 1680-ban került a porticusba. Az antik rom és keresztény templom korabeli képét Piranesi: Vedute di Roma  c. művéből ismerjük (Tav.30)
E templom délkeleti sarkánál fedezte fel Boni azt az ősrégi nekropoliszt, mely az i. e. 8. századból való, azaz a város alapításának időszakából származik.